# Les Orages de la guerre
Les Orages de la guerre (titre original : War and Remembrance) est un roman de Herman Wouk, publié en 1978. Suite du Souffle de la guerre (1971), il poursuit l'histoire des familles Henry et Jastrow, du 15 décembre 1941 au 6 août 1945.

## Adaptation
Le roman est adapté à la télévision sous forme de mini-série, Les Orages de la guerre, réalisée par Dan Curtis et Tommy Groszman en 1988, avec entre autres  Robert Mitchum, Jane Seymour, Hart Bochner, Victoria Tennant et Sharon Stone. La série obtient trois Golden Globes dont celui de la meilleure mini-série en 1989.

## Source
- (en) Cet article est partiellement ou en totalité issu de l’article de Wikipédia en anglais intitulé « War and Remembrance » (voir la liste des auteurs).